# Catarina Svenlin
Catarina Svenlin (* 7. März 1965) ist eine ehemalige finnische Volleyballspielerin. Sie gehörte 2016 zu den ersten sechs Spielern des Landes, die in die Hall of Fame des finnischen Volleyballs aufgenommen wurden. Als Finnlandschwedin wurde sie  2020 vom FSI zu den „Fünfzig Sportgrößen aller Zeiten im schwedischsprachigen Finnland“ (Svenskfinlands 50 största idrottshjältar genom tiderna) gezählt.

## Karriere
Die Universalspielerin Svenlin spielte von 1983 bis 1990 in Vaasa beim finnischen Erstligisten Vaasan Vasama. Sie galt als „Starspielerin der 1980er Jahre“ und gewann nach der Vizemeisterschaft 1985 vier finnische Meistertitel in Folge sowie zwei Pokalsiege 1984 und 1985. Mit Hesa errang sie 1994 in Helsinki den zweiten Platz im Pokalwettbewerb. Danach wechselte Svenlin zu Karhulan Veikot in Kotka und 1996 nach Pieksämäki. Mit Pieksämäki Volley erreichte sie 1997 den dritten Platz in der Mestaruusliiga sowie in den folgenden Jahren den achten und sechsten Platz für Savonlinnan Ajo und Pieksämäki Volley. Nach 357 Spielen in der Liga beendete sie 1999 ihre Karriere.
Svenlin spielte in sieben Jahren 110 Länderspiele für die finnische Nationalmannschaft. Sie gehörte 1989 zum Team, das den zwölften Patz der Europameisterschaft erreichte. Aufgrund einer Schulterverletzung verpasste sie die Endrunde und entschied sich nach der notwendigen Operation gegen eine Profikarriere. Nach der erfolgreichen Qualifikation wurde Svenlin als erste Frau zum besten Volleyballspieler des Jahres in Finnland gewählt, beste Spielerin des Jahres war sie 1986 und 1987. Mit Vaasan Vasama erreichte sie 1987 den neunten und 1989 den 17. Platz der Champions League.
Mit Päivi Laakso wurde sie 1995 finnische Meisterin im Beachvolleyball.

## Familie und Beruf
Svenlin ist verheiratet und hat drei Kinder, die Skilangläuferin Jasmin Kähärä (* 2000), die Leichtathletin Jessica Kähärä (* 2001) und einen Sohn (* 2005). Sie arbeitet als Sportlehrerin, sprang aber oft als Klassenlehrerin ein. Zeitweise leitete sie ein Fitnessstudio und Übungsgruppen. Die Familie wohnt in Mikkeli.

## Belege
1. ↑  lentopallo.fi: Hall Of Fame. (finnisch, abgerufen am 17. Januar 2024)
2. 1 2 3 4  yle.fi: Catarina Svenlin krossade glastak och var en av Finlands första damstjärnor inom lagidrott – ledde landslaget till historisk EM-plats, men fick aldrig uppleva karriärens höjdpunkt. (schwedisch, 20. April 2020; abgerufen am 17. Januar 2024)
3. ↑  is.fi: Takavuosien lentopallotähti Catarina Svenlin koki usein epämiellyttäviä tilanteita pelimatkoilla – ”Kai se liittyi tähän vaaleuteeni”. (finnisch, 6. September 2018; abgerufen am 17. Januar 2024)
4. 1 2 3  Profil bei volleybox.net (abgerufen am 17. Januar 2024)

| Personendaten    | Personendaten                          |
| ---------------- | -------------------------------------- |
| NAME             | Svenlin, Catarina                      |
| KURZBESCHREIBUNG | finnische Volleyball-Nationalspielerin |
| GEBURTSDATUM     | 7. März 1965                           |
| GEBURTSORT       | Finnland                               |